# Nūrsar
Nūrsar (persiska: نورِ سَر, Nūr-e Sar, نورسر) är en ort i Iran.   Den ligger i provinsen Mazandaran, i den norra delen av landet, 110 km norr om huvudstaden Teheran. Antalet invånare är 865.
Terrängen runt Nūrsar är platt åt nordost, men åt sydväst är den kuperad. Runt Nūrsar är det ganska tätbefolkat, med 80 invånare per kvadratkilometer. Närmaste större samhälle är Chālūs, 9,2 km öster om Nūrsar. Trakten runt Nūrsar består till största delen av jordbruksmark.